# Kenianische Leichtathletik-Meisterschaften 2018
Die Kenianischen Leichtathletik-Meisterschaften 2018 wurden vom 21. bis zum 23. Juni im Kasarani Stadium des Moi International Sports Complex in der Hauptstadt Nairobi ausgetragen.

## Medaillengewinner

### Männer
| Disziplin         | Gold                  | Leistung     | Silber               | Leistung     | Bronze            | Leistung     |
| ----------------- | --------------------- | ------------ | -------------------- | ------------ | ----------------- | ------------ |
| 100 m             | Mark Odhiambo         | 10,34 s      | Peter Mwai Ndichu    | 10,42 s      | Brown Njoka       | 10,68 s      |
| 200 m             | Peter Mwai Ndichu     | 20,65 s      | Newton Rotich        | 21,37 s      | Evans Rono        | 21,38 s      |
| 400 m             | Emmanuel Korir        | 44,21 s      | Jared Momanyi        | 45,13 s      | Alphas Kishoyian  | 45,65 s      |
| 800 m             | Jonathan Kitilit      | 1:43,46 min  | Ferguson Rotich      | 1:44,26 min  | Jackson Kivuva    | 1:44,73 min  |
| 1500 m            | Timothy Cheruiyot     | 3:34,82 min  | Charles Simotwo      | 3:36,86 min  | Jeremiah Kiptanui | 3:36,98 min  |
| 5000 m            | Ronald Kwemoi         | 13:38,27 min | Cyrus Ruto           | 13:38,81 min | Peter Ndega       | 13:39,35 min |
| 10.000 m          | Vincent Rono          | 28:17,24 min | Josephat Bett        | 28:24,85 min | Kipsang Temoi     | 28:27,55 min |
| 110 m Hürden      | Kiprono Kosgey        | 14,43 s      | Michael Nzuku        | 14,50 s      | Kipkorir Rotich   | 14,61 s      |
| 400 m Hürden      | Aron Koech            | 49,54 s      | William Mutunga      | 50,49 s      | Edward Ngunjiri   | 51,72 s      |
| 3000 m Hindernis  | Conseslus Kipruto     | 8:18,05 min  | Amos Kirui           | 8:18,37 min  | Kennedy Njiru     | 8:18,48 min  |
| 4 × 100 m Staffel | Kenya Defence Forces  | 40,21 s      | Prisons              | 40,52 s      | Police            | 40,56 s      |
| 4 × 400 m Staffel | Police                | 3:05,02 min  | Kenya Defence Forces | 3:05,62 min  | Prisons           | 3:06,59 min  |
| 20 km Gehen       | Samuel Gathimba       | 1:21:58 h    | Simon Wachira        | 1:22:36 min  | Eric Shikuku      | 1:29:03 min  |
| Hochsprung        | Mathew Sawe           | 2,26 m       | Peterson Koskey      | 2,10 m       | Asbel Kiprop      | 2,10 m       |
| Stabhochsprung    | Kennedy Magut         | 4,10 m       | Weldon Kirui         | 4,00 m       | Micah Kogo        | 4,00 m       |
| Weitsprung        | Bethwell Langat       | 7,90 m       | Isaac Kirwa          | 7,81 m       | Kiplangat Rutto   | 7,75 m       |
| Dreisprung        | Isaac Kirwa           | 16,39 m      | Kiplangat Tutto      | 16,12 m      | Elijah Kimitei    | 16,10 m      |
| Kugelstoßen       | Peter Mwangi          | 15,56 m      | Boaz Monyancha       | 15,43 m      | Benson Maina      | 15,33 m      |
| Diskuswurf        | Charles Chepkwony     | 48,92 m      | David Limo           | 46,79 m      | Benson Maina      | 44,12 m      |
| Hammerwurf        | Dominic Ondigi Abunda | 62,45 m      | Denis Sakawa         | 57,22 m      | Adelbert Museveni | 55,65 m      |
| Speerwurf         | Julius Yego           | 80,91 m      | Alexander Kiprotich  | 76,48 m      | Sammy Keskeny     | 69,30 m      |
| Zehnkampf         | Vincent Tarus         | 6636 Punkte  | Elijah Chesoen       | 6586 Punkte  | Gilbert Koech     | 6317 Punkte  |

### Frauen
| Disziplin         | Gold                 | Leistung     | Silber               | Leistung     | Bronze               | Leistung     |
| ----------------- | -------------------- | ------------ | -------------------- | ------------ | -------------------- | ------------ |
| 100 m             | Joan Cherono         | 11,93 s      | Eunice Kadogo        | 11,97 s      | Fresha Mwangi        | 11,98 s      |
| 200 m             | Eunice Kadogo        | 23,93 s      | Millicent Ndoro      | 24,25 s      | Joan Cherono         | 24,39 s      |
| 400 m             | Maximilia Imali      | 52,66 s      | Veronica Mutua       | 52,86 s      | Nevian Michira       | 53,31 s      |
| 800 m             | Emily Cherotich Tuei | 1:59,52 min  | Eunice Sum           | 2:00,76 min  | Margaret Nyairera    | 2:00,86 min  |
| 1500 m            | Winny Chebet         | 4:09,69 min  | Mary Kuria           | 4:10,81 min  | Judy Kiyeng          | 4:10,83 min  |
| 5000 m            | Hellen Obiri         | 15:09,82 min | Lilian Kasait        | 15:14,52 min | Beatrice Chepkoech   | 15:15,34 min |
| 10.000 m          | Pauline Korikwang    | 31:51,1 min  | Alice Aprot          | 31:59,1 min  | Sandra Chebet        | 31:26,22 min |
| 100 m Hürden      | Jerotich Gathogo     | 14,44 s      | Gladys Ngure         | 14,91 s      | Jane Njoki           | 15,00 s      |
| 400 m Hürden      | Maureen Chelagat     | 58,04 s      | Jerioth Gathogo      | 59,23 s      | Gladys Ngure         | 59,56 s      |
| 3000 m Hindernis  | Beatrice Chepkoech   | 9:23,73 min  | Celiphine Chespol    | 9:28,36 min  | Fancy Cherono        | 9:37,62 min  |
| 4 × 100 m Staffel | Police               | 45,75 s      | Kenya Defence Forces | 47,03 s      | Prisons              | 47,36 s      |
| 4 × 400 m Staffel | Police               | 3:34,88 min  | Prisons              | 3:36,41 min  | Kenya Defence Forces | 3:41,07 min  |
| 20 km Gehen       | Grace Wanjiru Njue   | 1:33:01 h    | Emily Ngii           | 1:34:35 h    | Sylvia Kemboi        | 1:40:13 h    |
| Hochsprung        | Priscilla Tabunda    | 1,66 m       | Maureine Wafula      | 1,63 m       | Caroline Cherotich   | 1,63 m       |
| Stabhochsprung    | Caroline Cherotich   | 2,90 m       | Winnie Lang'at       | 2,80 m       | Ruth Musyimi         | 2,70 m       |
| Weitsprung        | Vera Rorey           | 5,81 m       | Petronilla Mwombe    | 5,81 m       | Priscilla Tabunda    | 5,65 m       |
| Dreisprung        | Gloria Mbaika Mulei  | 12,97 m      | Ivine Chepkemoi      | 12,64 m      | Petronilla Mwombe    | 12,63 m      |
| Kugelstoßen       | Patriciah Isiaho     | 13,06 m      | Felista Bosire       | 12,88 m      | Sarah Atieno         | 11,88 m      |
| Diskuswurf        | Roselyn Rakamba      | 47,45 m      | Caroline Cherotich   | 43,38 m      | Jackline Cherotich   | 39,07 m      |
| Hammerwurf        | Roselyn Rakamba      | 53,78 m      | Rebecca Kerubo       | 49,15 m      | Lucy Omondi          | 46,04 m      |
| Speerwurf         | Damacline Nyekereri  | 49,08 m      | Salome Moraa         | 49,02 m      | Jane Jepleting       | 48,15 m      |
| Siebenkampf       | Ann Kandie           | 4360 Punkte  | Susan Murrey         | 4104 Punkte  | Georgina Mbinya      | 4021 Punkte  |